# 新洋港
新洋港，位于中華人民共和國江苏省北部，是里下河水网东西向排水入海的“四大港”中第二大港。古名洋河，亦称信洋港。今新洋港以串场河为界，分为上下两段，上段称蟒蛇河，源自盐城市盐都区西南的大纵湖，东北流经盐都区大纵湖镇、秦南镇、龙冈镇和张庄街道，至盐城市北郊与串场河相汇，全长42公里；下段称新洋港，自串场河起向东北过通榆河后，沿盐城市亭湖区与射阳县边界，最后注入黄海，长79公里。整个新洋港全长121公里，兴化、高邮、宝应、盐都、亭湖、射阳6县（市、区）2478平方公里范围内的涝水经此河入海，多年平均入海年径流量21亿立方米。河口附近建有盐城沿海滩涂珍禽国家级自然保护区。